# فريدريك لوتون
فريدريك لوتون (بالإنجليزية: Frederick Joseph Lawton)‏ هو محامي أمريكي، ولد في 11 نوفمبر 1900 في واشنطن العاصمة في الولايات المتحدة، وتوفي بنفس المكان في 1975.